# Festival du cinéma américain de Deauville 2001
Le Festival du cinéma américain de Deauville 2001, la 27e édition du festival, s'est déroulé du 31 août au 9 septembre 2001.

## Jury

### Jury de la sélection officielle
- Jean-Jacques Annaud (Président du Jury)
- Sandrine Bonnaire
- Marion Cotillard
- Gérard Darmon
- Arielle Dombasle
- Jean-Pierre Jeunet
- Darius Khondji
- Benoît Poelvoorde
- Gabriel Yared

## Sélection

### Film d'ouverture
- Bad Luck! de Tom DiCillo

### Film de clôture
- Queenie in Love d'Amos Kollek

### En Compétition
- Hedwig and the Angry Inch de John Cameron Mitchell
- Ghost World de Terry Zwigoff
- Bartleby de Jonathan Parker
- Bleu profond de Scott McGehee et David Siegel
- Séries 7 de Daniel Minahan
- In the Bedroom de Todd Field
- Brooklyn Babylon de Marc Levin
- The Business of Strangers de Patrick Stettner
- Mariage et Conséquences de Joel Hopkins
- The Doe Boy de Randy Redroad

### Hommages
- Stanley Kubrick
- Burt Reynolds
- Christopher Walken
- James Dean
- Julianne Moore
- Joel Silver

## Palmarès
| Prix                               | Lauréat                                            |
| ---------------------------------- | -------------------------------------------------- |
| Grand prix                         | Hedwig and the Angry Inch de John Cameron Mitchell |
| Prix du jury                       | Ghost World de Terry Zwigoff                       |
| Prix de la critique internationale | Hedwig and the Angry Inch de John Cameron Mitchell |
| Prix du public                     | Mariage et Conséquences de Joel Hopkins            |
| Prix Michel-d'Ornano               | Les Jolies Choses de Gilles Paquet-Brenner         |